# Dohoda o provedení práce
Dohoda o provedení práce (DPP, někdy též DOPP) je v českém pracovním právu zvláštní forma základního pracovněprávního vztahu – vztahu mezi zaměstnavatelem a zaměstnancem, která není pracovním poměrem. Zaměstnavatel má zajišťovat plnění svých úkolů především zaměstnanci v pracovním poměru, pracovní vztahy mimo pracovní poměr by tedy měly být využívány pouze například pro příležitostné brigádníky. Podobným pracovněprávním vztahem je též dohoda o pracovní činnosti, která je vhodnější spíše pro činnost soustavnějšího charakteru. Naopak např. smlouva o dílo je již značně odlišná, protože nejde o pracovněprávní vztah s jistým garantovaným obsahem, ale o klasickou občanskoprávní smlouvu mezi objednatelem (de facto klientem/zákazníkem) a zhotovitelem díla (de facto podnikatelem/živnostníkem), tedy nikoli o vztah zaměstnavatele a zaměstnance, ale dodavatele a odběratele.

## Náležitosti dohody o provedení práce
Od roku 2011 novela zákoníku práce nově stanovila, že dohodu je nutno sjednat písemně. V případě absence písemné formy se může kterákoli smluvní strana dovolat neplatnosti dohody, ale jen do doby, než začne zaměstnanec na základ této dohody vykonávat práci pro zaměstnavatele. Nedojde-li k dovolání se neplatnosti, pak vznikne pracovněprávní vztah bez ohledu na absenci písemné formy. Jedná se o pracovněprávní vztah faktický. V tomto případě však hrozí riziko uložení pokuty až do výše 10.000.000 Kč ze strany inspekce práce.
V dohodě musí být vymezen pracovní úkol, sjednaná odměna za jeho provedení, rozsah práce a zpravidla i doba, v níž má být úkol proveden. V písemném vyhotovení musí být vyznačena i doba, na kterou se dohoda o provedení práce uzavírá. U dohody o provedení práce neexistuje zkušební lhůta.
Rozsah dané konkrétní práce, na který se dohoda o provedení práce může uzavřít, pak nesmí být větší než 300 hodin ročně (do roku 2011 byl tento limit pouze 150 hodin), přičemž se do tohoto rozsahu započítává veškerá pracovní doba, která je pro stejného zaměstnavatele v daném roce na základě dalších případných dohod o provedení práce vykonávána. Naopak se nezapočítává doba, která by byla vykonávána pro zaměstnavatele jiného.

## Ukončení dohody o provedení práce
Dohoda o provedení práce se standardně ukončuje dnem ukončení pracovní činnosti. Od 1. října 2015 novela zákoníku práce usnadňuje zaměstnavateli i zaměstnanci ukončení závazku v průběhu dohody o provedení práce nebo pracovní činnosti. Není-li sjednán způsob zrušení právního vztahu založeného dohodou o provedení práce nebo dohodou o pracovní činnosti, je možné ho zrušit:
- dohodou smluvních stran ke sjednanému dni,
- výpovědí danou z jakéhokoli důvodu nebo bez uvedení důvodu s 15denní výpovědní dobou (začíná dnem doručení výpovědi druhé straně)
- okamžitým zrušením (může být sjednáno jen tehdy, kdy je možné pracovní poměr zrušit okamžitě).

Pro zrušení právního vztahu založeného dohodou o provedení práce nebo dohodou o pracovní činnosti se vyžaduje písemná forma, jinak se k jeho výpovědi nebo okamžitému zrušení nepřihlíží.

## Odměna z dohody o provedení práce
Minimální výše odměny z dohody o provedení práce se odvíjí od minimální mzdy. Horní hranice výdělku omezená není. Vše záleží na dohodě se zaměstnavatelem. Písemně je v dohodě možné sjednat například i čerpání stravného nebo cestovních náhrad, na které automaticky při práci na dohodu nárok nevzniká.

## Zdanění příjmu
U zdaňování dohody o provedení práce hraje důležitou roli výše měsíční odměny a fakt, zda poplatník podepsal u daného zaměstnavatele prohlášení k dani (tzv. růžové prohlášení).

### Zdanění příjmu do 10 000 Kč měsíčně bez podpisu k prohlášení k dani
Pokud činí odměna z dohody o provedení práce do 10 000 Kč měsíčně včetně a poplatník nepodepsal prohlášení k dani, zdaňuje se taková dohoda 15% daní. Zaměstnavatel rovnou srazí z příjmu daň a tím je pro poplatníka daňová otázka vyřešena. Příjem se již nemusí uvádět v daňovém přiznání. Poplatník si v tomto případě nemůže uplatnit žádnou slevu na dani, protože nemá u zaměstnavatele podepsané prohlášení k dani.

### Zdanění příjmu do 10 000 Kč měsíčně s podpisem prohlášení
Při výši odměny do 10 000 Kč včetně spolu s podepsaným prohlášením k dani je odváděna daň zálohová. Podepsaným prohlášením k dani si může poplatník uplatnit slevy na dani (základní slevu na poplatníka, atd.), případně daňové zvýhodnění na vyživované děti. Prohlášení k dani lze mít podepsáno pouze u jednoho zaměstnavatele. Sociální a zdravotní pojištění se v tomto případě neodvádí. Základ daně, tj. hrubá mzda se zaokrouhluje na celá sta Kč nahoru a z této částky je následně vypočtena daň.

### Zdanění příjmu nad 10 000 Kč měsíčně bez podpisu prohlášení
Při výši odměny nad 10 000 Kč se dohoda o provedení práce zdaňuje 15% zálohovou daní. Poplatník si nemůže uplatnit žádnou slevu, protože nemá u zaměstnavatele podepsané prohlášení k dani. V tomto případě se ale již odvádí sociální a zdravotní pojištění. Zaměstnanec hradí 11 % z hrubé mzdy, zaměstnavatel 33,8 % z hrubé mzdy. Základ daně, tj. hrubá mzda se zaokrouhluje na celá sta Kč nahoru a z této částky je následně vypočtena daň.

### Zdanění příjmu nad 10 000 Kč měsíčně s podepsaným prohlášením
V tomto případě se zdaňuje stejně jako v případě odměny nad 10 000 Kč s nepodepsaným prohlášením, jen s tím rozdílem, že poplatník může uplatnit slevy či zvýhodnění na děti.

## Zdravotní a sociální pojištění
Z hlediska povinných odvodů je nejvýhodnější, když měsíční odměna z dohody o provedení práce nepřesáhne deset tisíc korun – z výdělku se pak neplatí zdravotní pojištění ani sociální pojištění. Stejně to je s příjmy do deseti tisíc u více zaměstnavatelů současně.
Při uzavření více dohod do deseti tisíc s jedním zaměstnavatelem platí zmíněný limit pro součet měsíčních výdělků – když je součet vyšší než deset tisíc korun, je nutné odvést z celé sumy sociální pojištění (včetně nemocenského) i zdravotní pojištění.